# Festival de Las Condes 2020
El Festival de Las Condes 2020 fue un evento musical que se realizó desde el viernes 24 de enero del 2020 en el parque Padre Hurtado de Santiago, Chile. Fue transmitido por tercer año consecutivo por Canal 13, y presentado por Francisco Saavedra.
El evento logró marcar 13,2 puntos de rating, mientras que en el mismo horario, Mega obtuvo 7,0 unidades, Chilevisión 6,3 y TVN 4,0 unidades.

## Artistas

### Música[1]
- José Luis "Puma" Rodríguez
- / Paloma Mami
- CNCO

### Humor[1]
- Belén Mora "Belenaza"

## Programación
| Nombre                | Género/Tipo                             | Lista de canciones | Ref.        |
| --------------------- | --------------------------------------- | ------------------ | ----------- |
| José Luis Rodríguez   | Cantante de balada, bolero y pop latino |                    | [ 1 ] [ 4 ] |
| / Paloma Mami         | Cantante de Reguetón, R&B y Trap latino |                    | [ 1 ] [ 4 ] |
| Belén Mora "Belenaza" | Humorista de stand up                   |                    | [ 1 ] [ 4 ] |
| CNCO                  | Grupo musical de reguetón y pop latino  |                    | [ 1 ] [ 4 ] |